# Тонкина једина љубав
„Тонкина једина љубав” је југословенски ТВ филм из 1965. године. Режирао га је Иван Хетрих а сценарио је написао Крешо Новосел по истоименом делу Аугуста Цесарца из 1931. године.

## Улоге
| Глумац        | Улога           |
| ------------- | --------------- |
| Давор Антолић |                 |
| Реља Башић    |                 |
| Марија Кон    |                 |
| Мартин Сагнер |                 |
| Иван Шубић    | (као Иво Шубић) |
| Вања Тимер    |                 |